# De Havilland DH.14 Okapi
Il de Havilland DH.14 Okapi fu un bombardiere biposto inglese realizzato dalla de Havilland. Fu pensato come successore dell'Airco DH.4 e del DH.9, ma non entrò mai in produzione.

## Storia del progetto
L'Okapi fu una versione ridotta del DH.9 ma fornita di un motore più potente (il Rolls Royce Condor) pensato come rimpiazzo per il DH.4 e DH.9. Tre aerei vennero costruiti, ma a causa della fine della prima guerra mondiale la Royal Air Force decise di non commissionarne più. Dei tre realizzati, l'ultimo fu il primo a volare; fu completato dall'Airco a Hendon con il nome di DH.14A, venne realizzato come un velivolo biposto a lungo raggio per compiti di posta aerea.

## Impiego operativo
L'aereo, immatricolato G-EAPY, venne acquistato da F.S. Cotton per poter compiere un volo tra l'Inghilterra e l'Australia; questa impresa veniva ricompensata dal governo australiano con un premio di 10 000 £. Cotton venne battuto sul tempo da Keith and Ross Smith. Il G-EAPY tentò di effettuare il primo volo tra Londra e Città del Capo, nel febbraio 1920, ma fu costretto a un atterraggio di fortuna vicino a Messina. Venne riparato e riprese il volo ma fu costretto a un altro atterraggio di fortuna il 24 luglio 1920. Gli altri due velivoli furono completati dalla de Havilland all'aerodromo di Stag Lane e furono utilizzati solo per dei test. Non ci fu nessun ordine per il velivolo.

## Versioni
- DH.14 - bombardiere biposto con motore Rolls Royce Condor, due esemplari realizzati.
- DH.14A - biposto a lungo raggio con motore Napier Lion, un solo esemplare realizzato.

## Utilizzatori
Regno Unito
- Royal Air Force